# Lijn 18 (metro van Shanghai)
Lijn 18 is een lijn van de metro van Shanghai. De volledige lijn zal van het district Baoshan in het noordwesten van Shanghai lopen naar de zone zuidzuidoost van het centrum, in Pudong. Het was de derde lijn van de metro van Shanghai die volledig automatisch wordt bediend en opereert zonder treinbestuurders, na lijn 10 en de Pujiang Line. In januari 2021 volgde al de opening van een vierde volautomatische lijn zonder bestuurders, lijn 15.
Het eerste deeltraject van lijn 18 dat op 26 december 2020 in dienst werd genomen vormde het zuidelijk (oostelijk) einde van de volledige lijn en liep van Yuqiao naar Hangtou. Dit intieel deeltraject lag volledig binnen de grenzen van en in het zuiden van het stadsdeel Pudong. Het was 15,1 km lang en bediende 8 stations. De enige overstapmogelijkheid toen bevond zich in Yuqiao, de toenmalige noordelijke terminus van de lijn, waar de aansluiting wordt gevormd met de metrolijn lijn 11.
Op 30 december 2021 werd een eerste verlenging van de lijn geopend, met niet minder dan achttien bijkomende stations, ten noorden van de initiële sectie en met als nieuwe noordelijke terminus het station South Changjiang Road in de wijk Songnan in het noordelijke stadsdistrict Baoshan. De lengte van de lijn nam daarbij toe van 15,1 km naar 36,5 km en waar initieel enkel een overstap naar lijn 11 mogelijk was, werden na de eerste uitbreiding overstapopties beschikbaar in 10 stations van de lijn, wat verbinding opleverde met dertien andere lijnen van het metronet. Ook een belangrijk metroknooppunt van de metro van Shanghai, Longyang Road, wordt sinds 30 december 2021 bediend.
In een later stadium is een verdere verlenging in westelijke richting van lijn 18 voorzien met zes bijkomende stations tot Dakang Road, eveneens in Baoshan. Eenmaal afgewerkt zal het traject van lijn 18 een lengte hebben van 44,6 km en bediend worden door 32 metrostations. In sommige van die stations zijn rechtstreekse overstapmogelijkheden op de lijnen  1, 2, 3, 6, 7, 8, 9, 10, 11, 12, 13, 14 en 16.

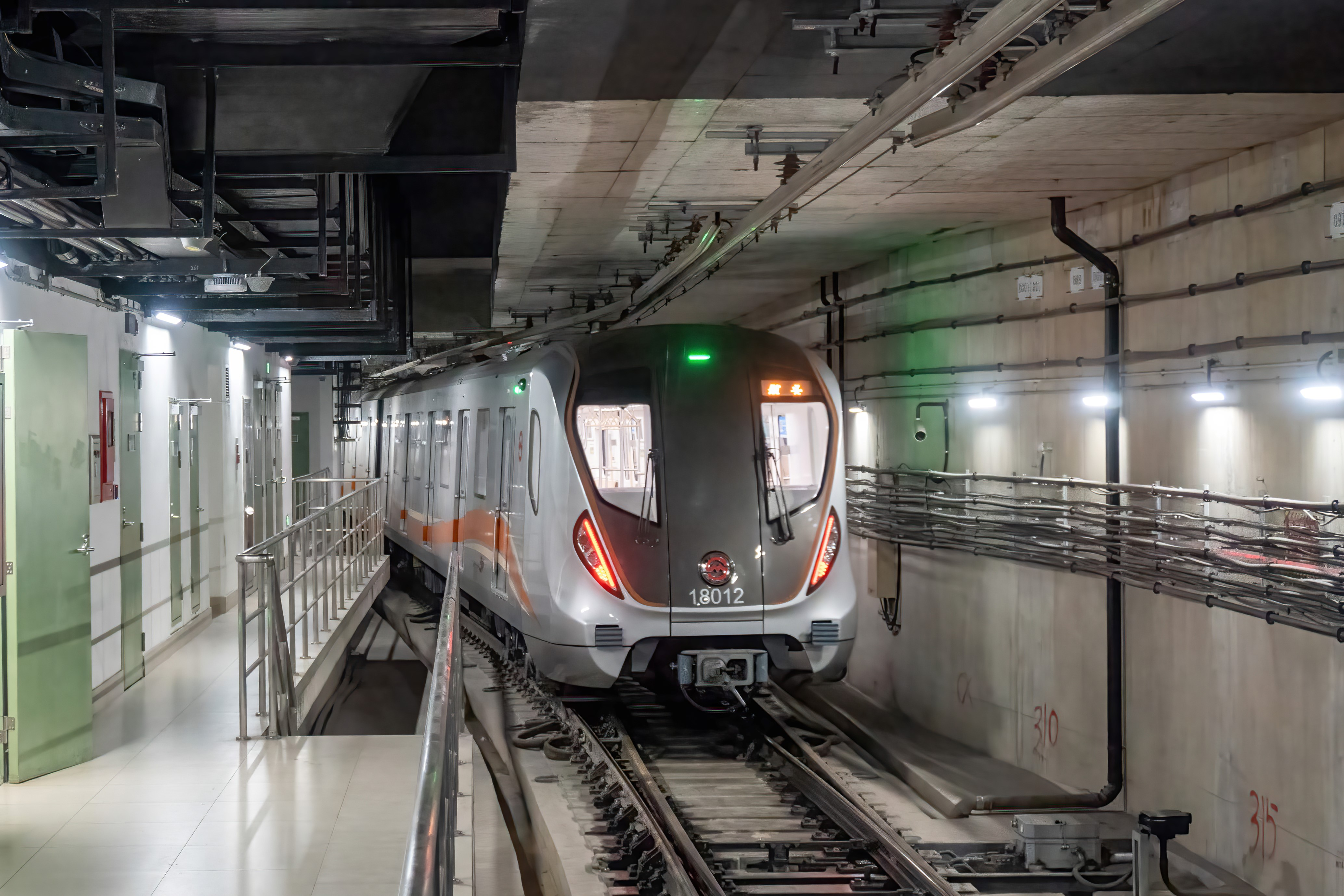
Een metrostel van lijn 18 in het zuidelijke terminusstation Hangtou
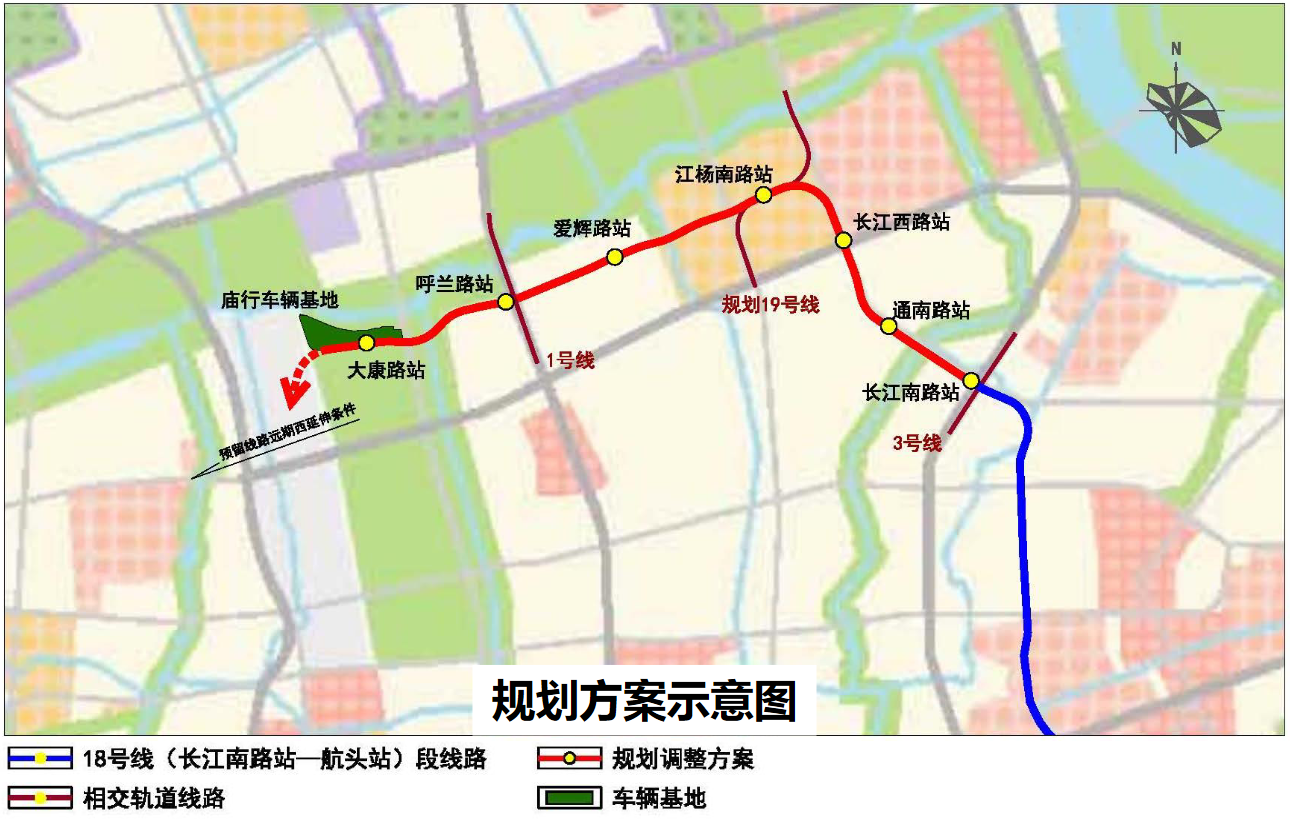
Tweede (geplande) uitbreiding lijn 18, met stations in Baoshan